# 洲本村
洲本村（すもとむら）は、かつて岐阜県安八郡に存在した村である。
現在の大垣市南部、水門川西岸の地域である。村名は、水門川の洲に位置することから名づけられた。
大垣市合併後、名神高速道路大垣ICが設置されたこともあり、大垣市の流通面の玄関口ともいえる。

## 沿革
- 江戸時代、一帯は美濃国安八郡であり、大垣藩領であった。
- 1897年（明治30年）4月1日 - 内阿原村、島里村、釜笛村、外渕村、川口村が合併し、洲本村となる。
- 1947年（昭和22年）10月1日 - 大垣市に編入される。

## 学校
- 安八郡学校組合立江東小学校 （現・大垣市立江東小学校）
- 安八郡学校組合立江東中学校 （後の大垣市立江東中学校。1967年に大垣市立川並中学校と統合。現・大垣市立江並中学校）

## その他
- 旧・洲本村と旧・浅草村の地域を「江東」と呼ぶ。これは、江西排水路の東にあたる地域という意味である。